# Église Saint-Jacques-et-Saint-Philippe de Vilnius

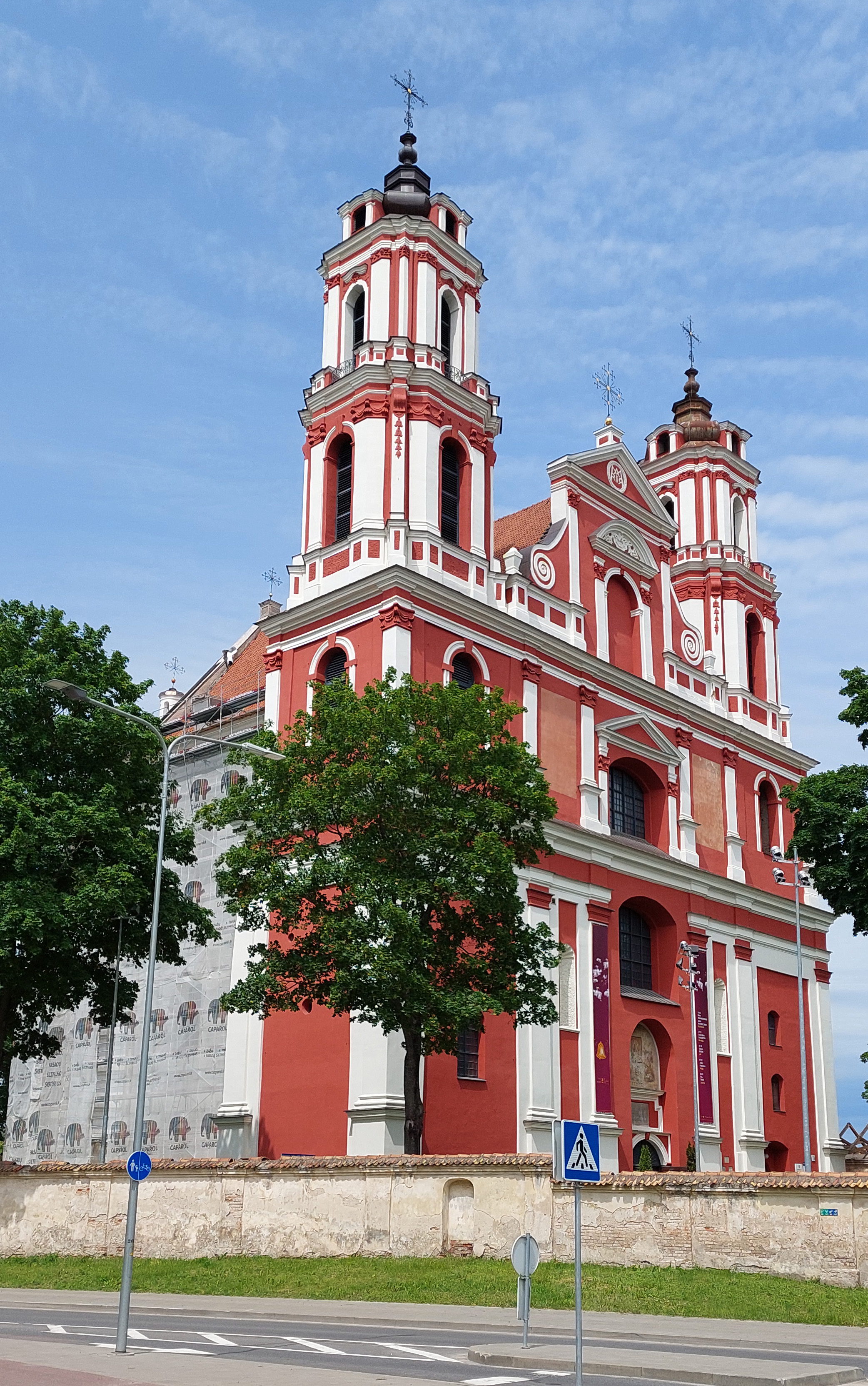
Vue de la façade de l'église

L'église des Apôtres-Saint-Jacques-et-Saint-Philippe est une église baroque de Vilnius desservie par l'Ordre des Frères prêcheurs (Dominicains). Les messes sont célébrées en polonais et en lituanien.

## Histoire
Une première église de Dominicains, qui avaient déjà construit en ville l'église du saint-Esprit, est construite en dehors des murs près d'un cimetière en 1624, en l'honneur des saints apôtres Jacques et Philippe, mais elle brûle pendant la guerre russo-polonaise de 1655 et est reconstruite pour brûler à nouveau en 1684. Les Dominicains décident donc d'en édifier une nouvelle en pierre en 1690, dont la construction se poursuit par étapes jusqu'en 1737. L'église conserve alors une icône miraculeuse de la Vierge, prise par les Polonais en Russie. La façade est décorée de niches dans deux desquelles on a placé de nos jours une statue ancienne de saint Dominique, fondateur de l'Ordre, et une statue de bois de saint Hyacinthe, l'apôtre du Nord. Elle est flanquée de deux tours légèrement cylindriques, surmontées chacune d'une petite coupole.
Lorsque les Français de la Grande Armée occupent Vilna (nom officiel de Vilnius à cette époque qui appartenait à la Russie impériale depuis le partage de la Pologne), à partir de juin 1812, ils installent dans le couvent des Dominicains un hôpital et un entrepôt militaires et en chassent les religieux. L'église est restaurée après la campagne de Russie et sert d'église pour les funérailles du cimetière attenant. Le monastère abrite un hôpital, l'hôpital Saint-Jacques, premier hôpital laïc de la ville.
Les Frères prêcheurs reviennent à l'époque de l'entre-deux-guerres, lorsque Vilnius, sous le nom de Wilno, fait partie de la nouvelle république de Pologne.
L'église est fermée par les autorités de la république socialiste soviétique de Lituanie en 1948 et transformée en entrepôt de légumes, puis en entrepôt pour les décors de l'opéra de Vilnius.
L'église seule est rendue aux Dominicains en 1992 et le couvent abrite toujours un hôpital, un hôpital catholique qui a repris le nom d'hôpital Saint-Jacques.

## Images

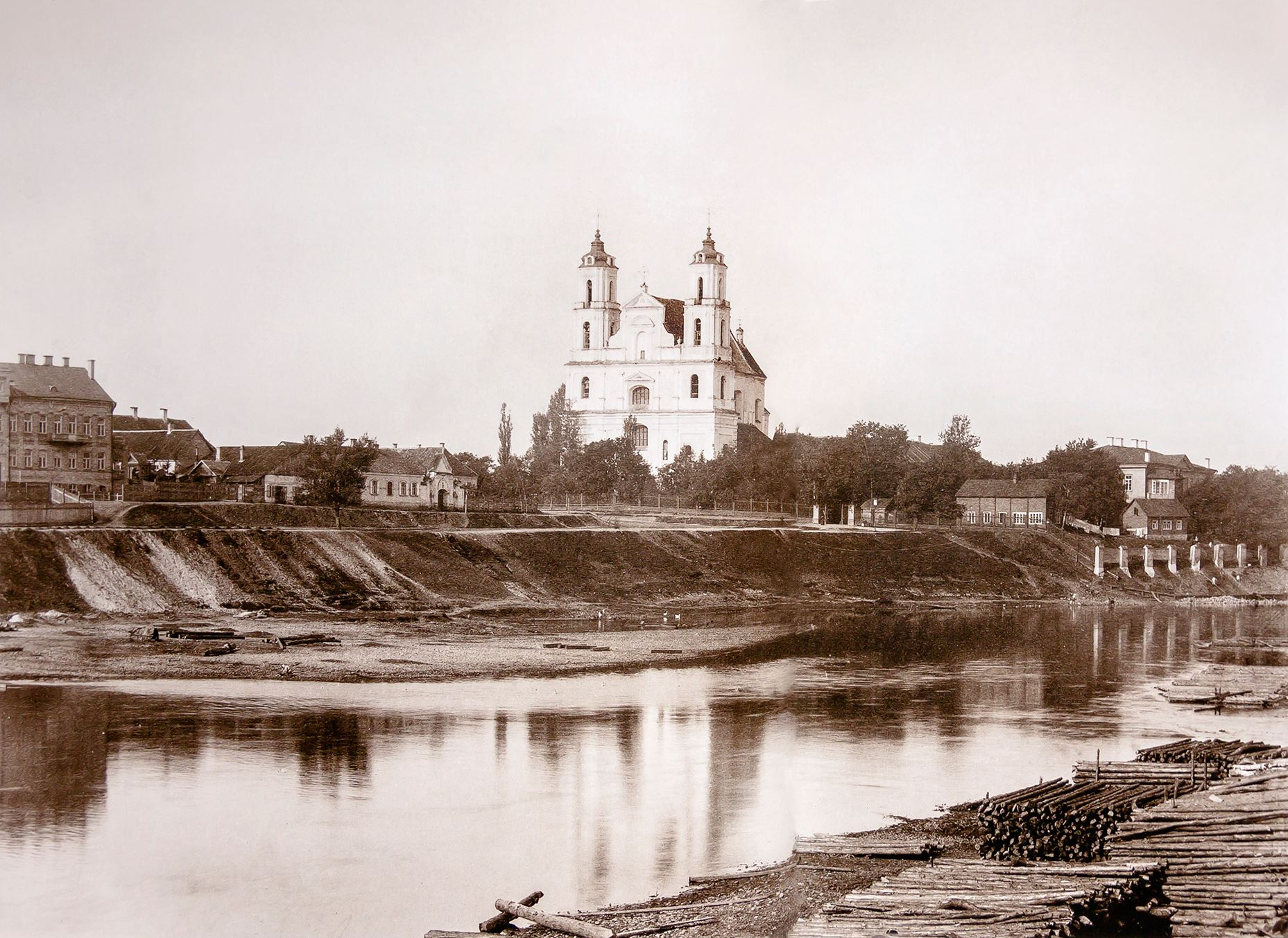
L'église autour de 1896
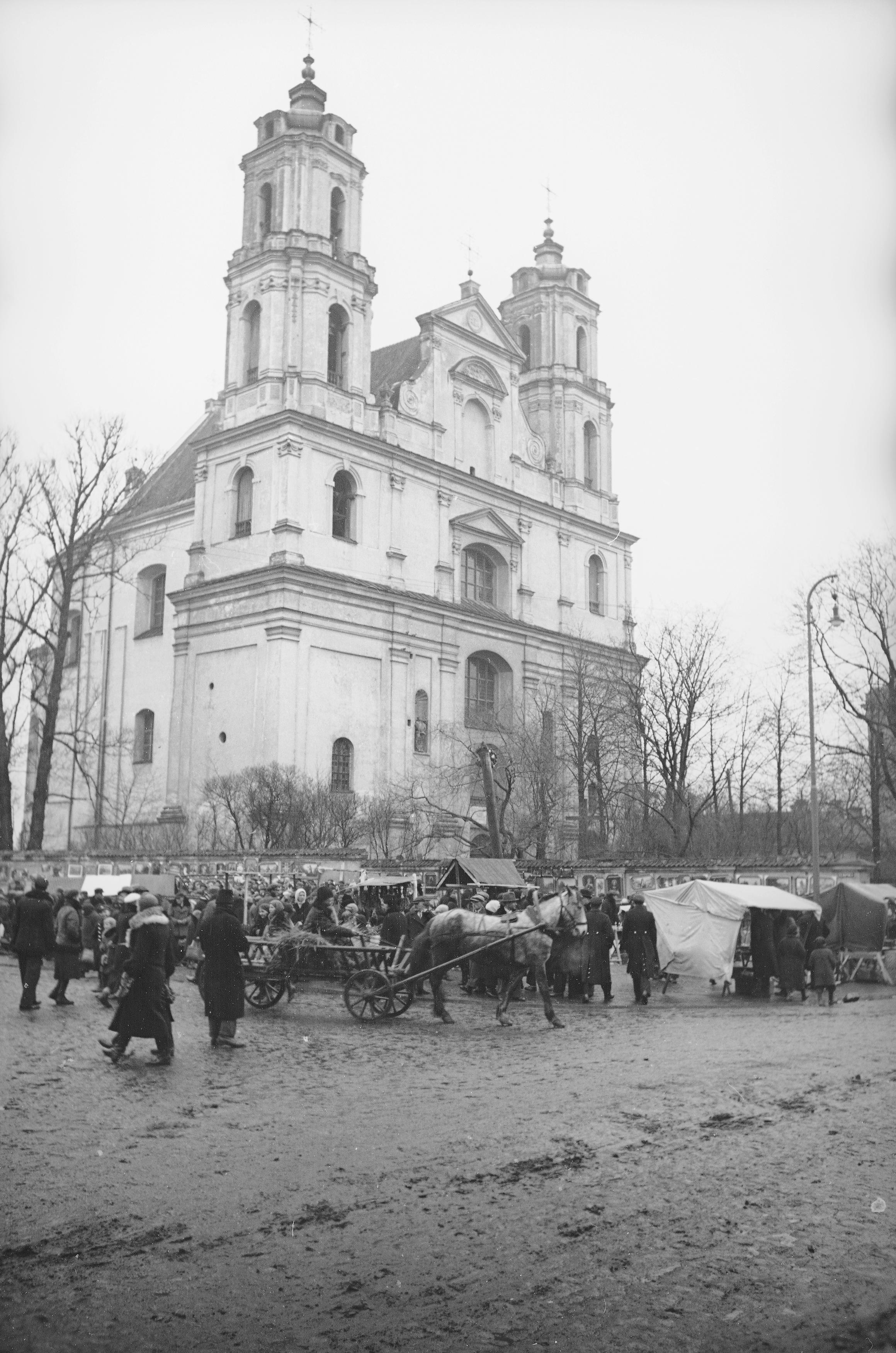
L'église en 1939
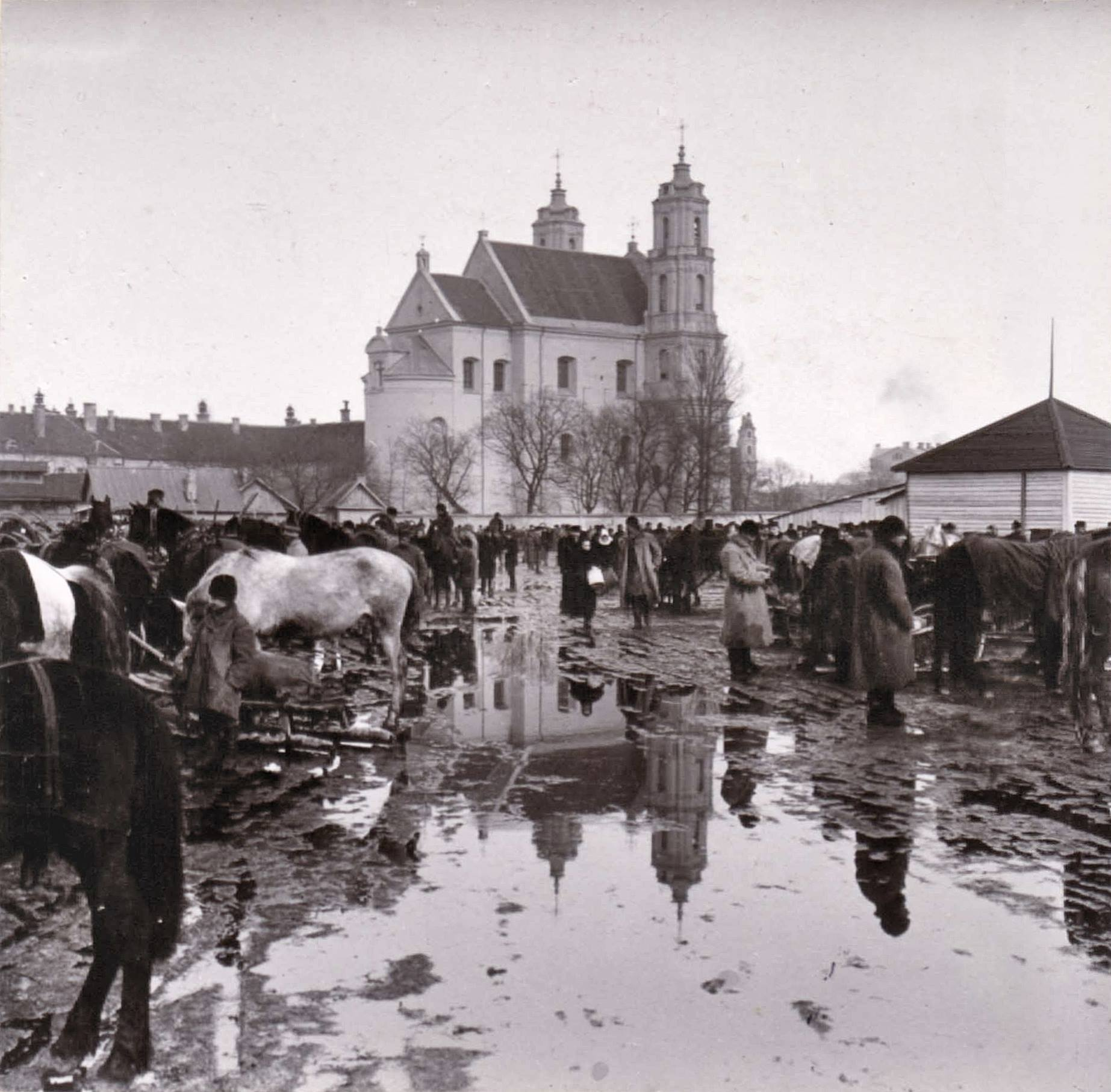
Un marché à la place Lukiškės
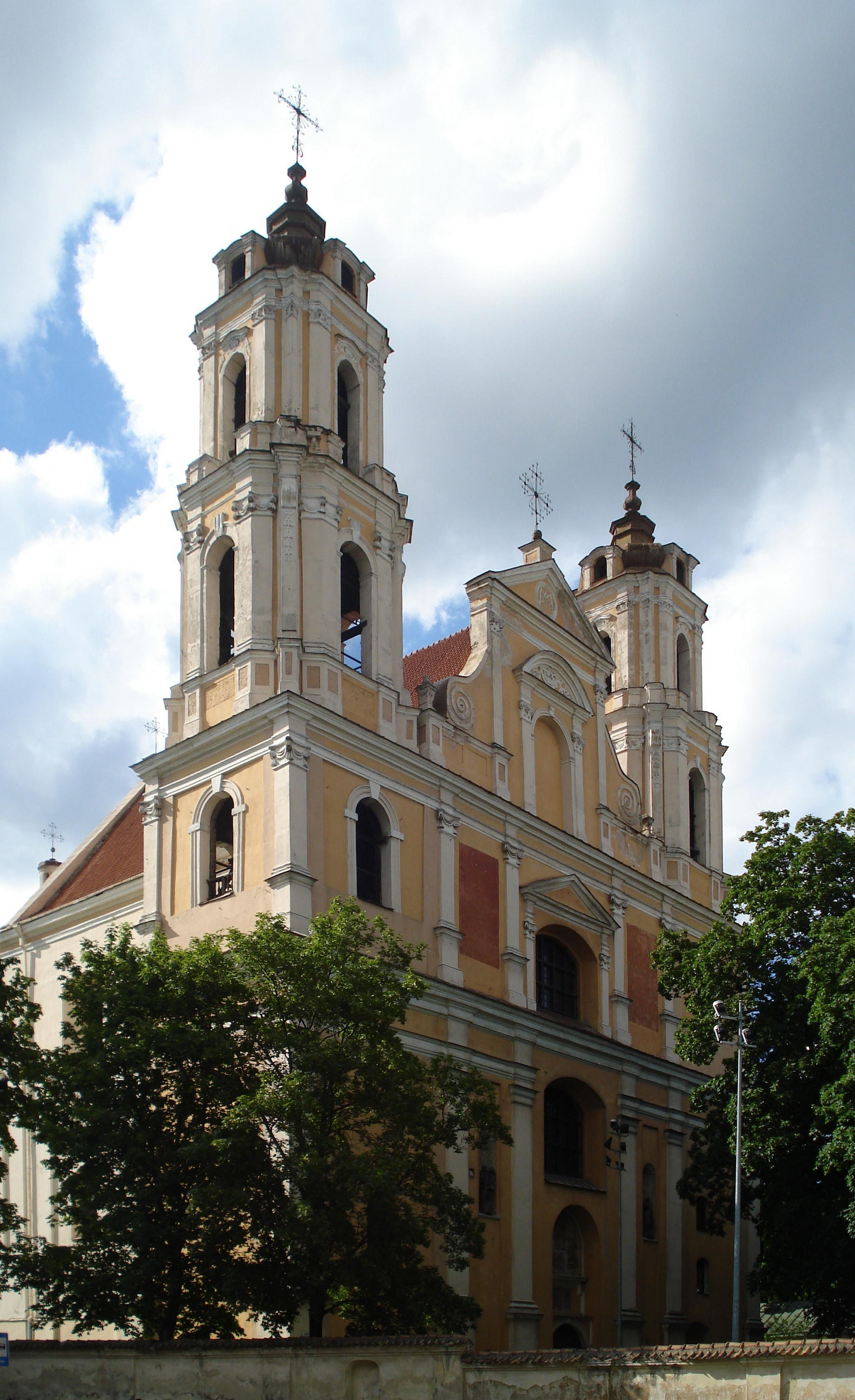
L'église en 2007
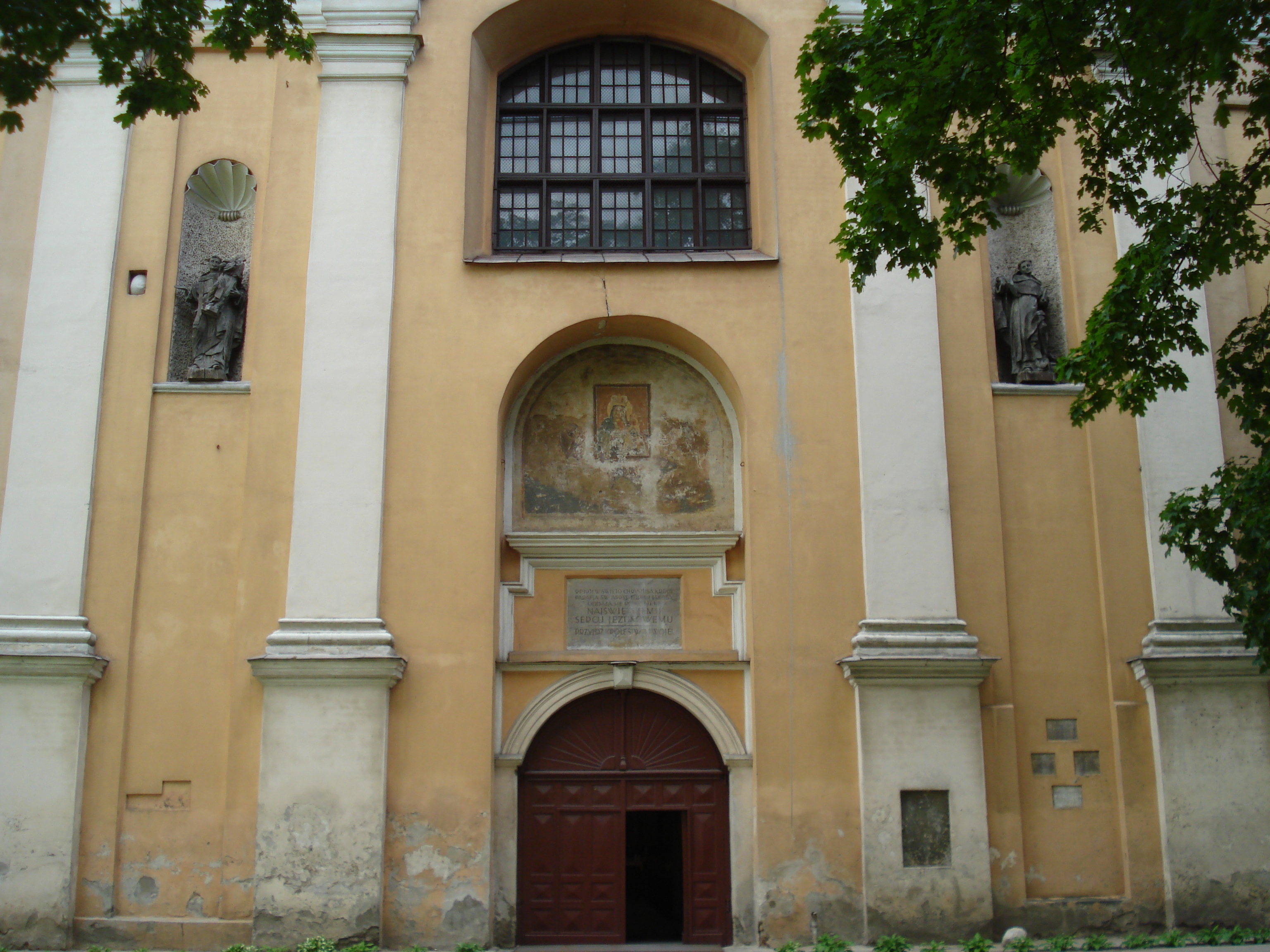
L'entrée de l'église avant rénovations (2007)
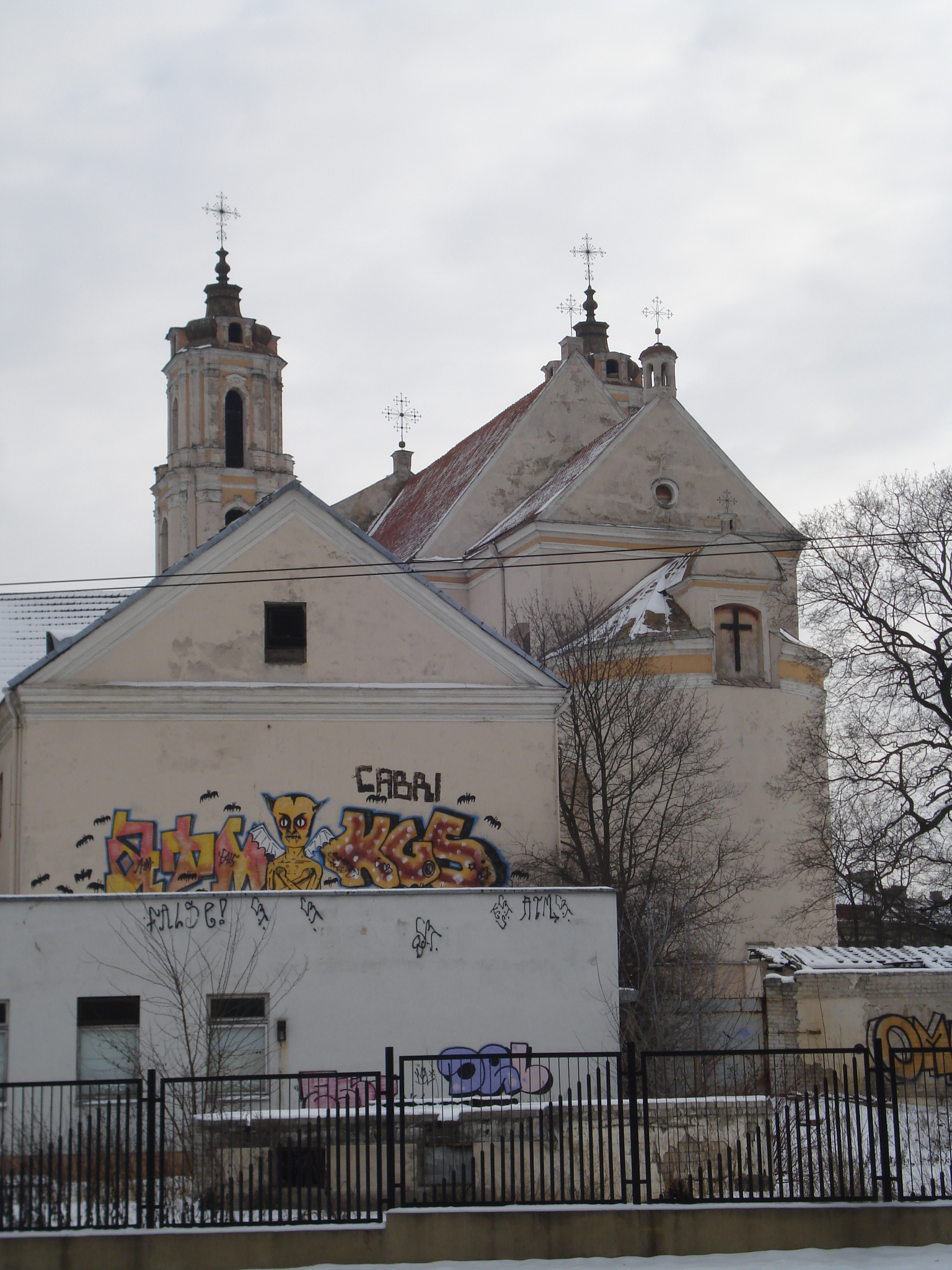
La façade occidentale (2008)
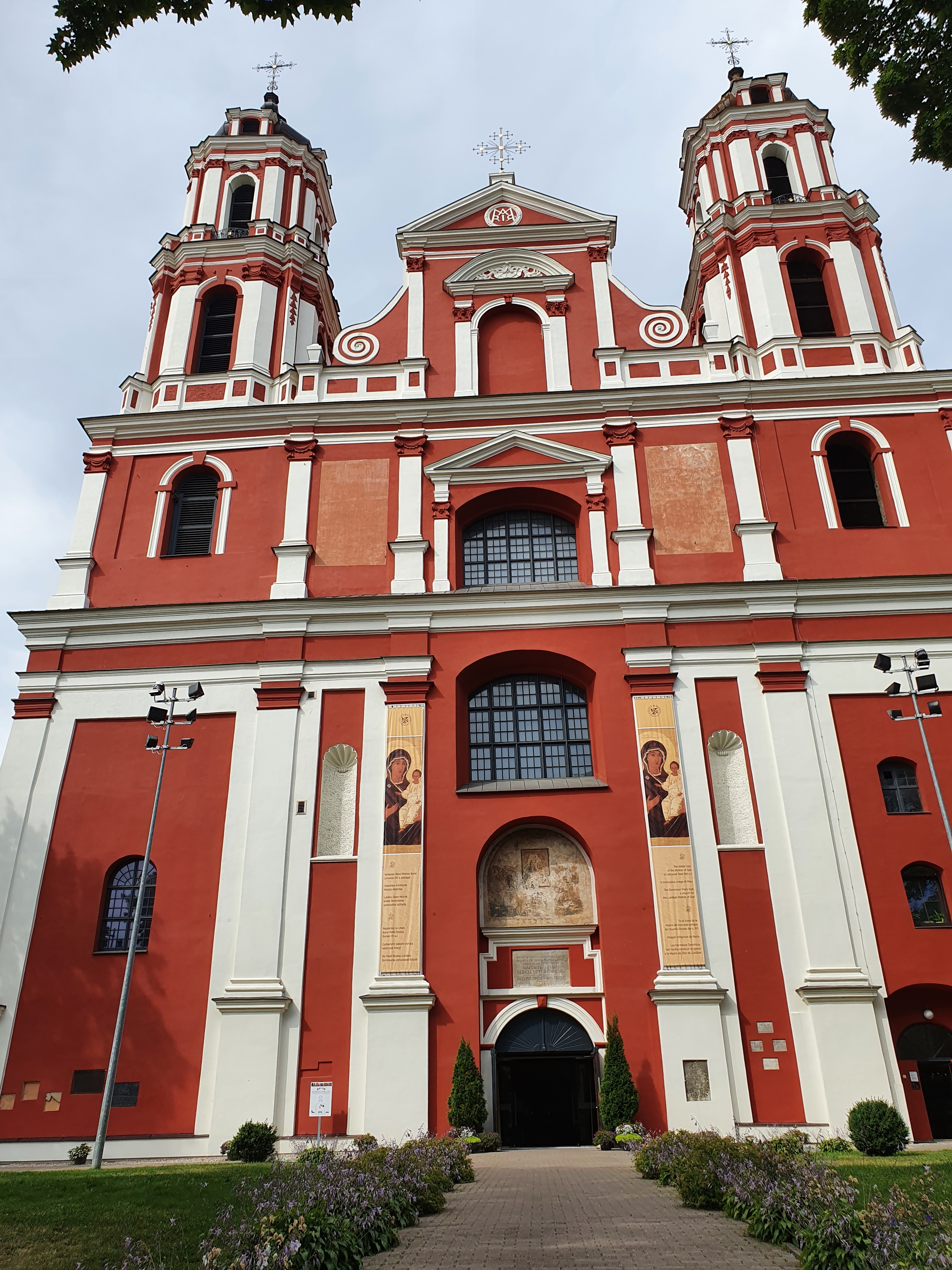
La façade rénovée (2022)
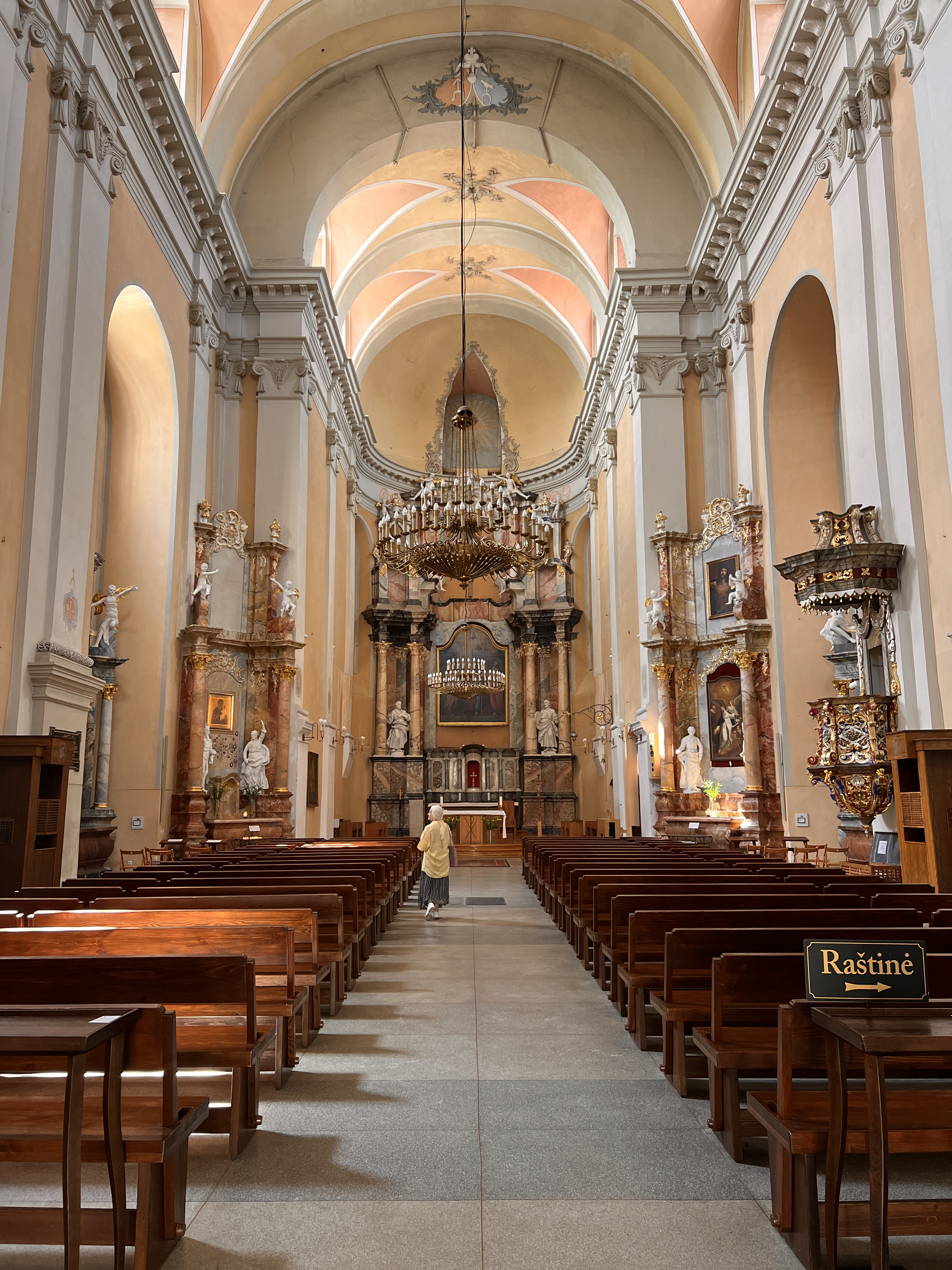
L'intérieur de l'église (2025)